# Израильско-индонезийские отношения
Израильско-индонезийские отношения — исторические и настоящие двусторонние отношения между Израилем и Индонезией. Обе страны формально не имеют дипломатических отношений, однако поддерживают негласные торговые, туристические контакты, а также консультации в системе безопасности. В 2012 году Индонезия согласилась неформально повысить свои отношения с Израилем и открыть консульство в Рамалле, которое возглавлял бы дипломат в ранге посла, который также неофициально работал послом Индонезии при контактом с Израилем.
После гибели израильского туриста в Индонезии в августе 2022 года, по причине отсутствия дипломатических отношений между двумя странами, в ситуации было задействовано израильское консульство в Сингапуре.
Согласно опросу BBC World Service Poll 2014 года, 75 % индонезийцев оценивают влияние Израиля негативно, в то время как только 7 % выражают позитивную точку зрения.

## История

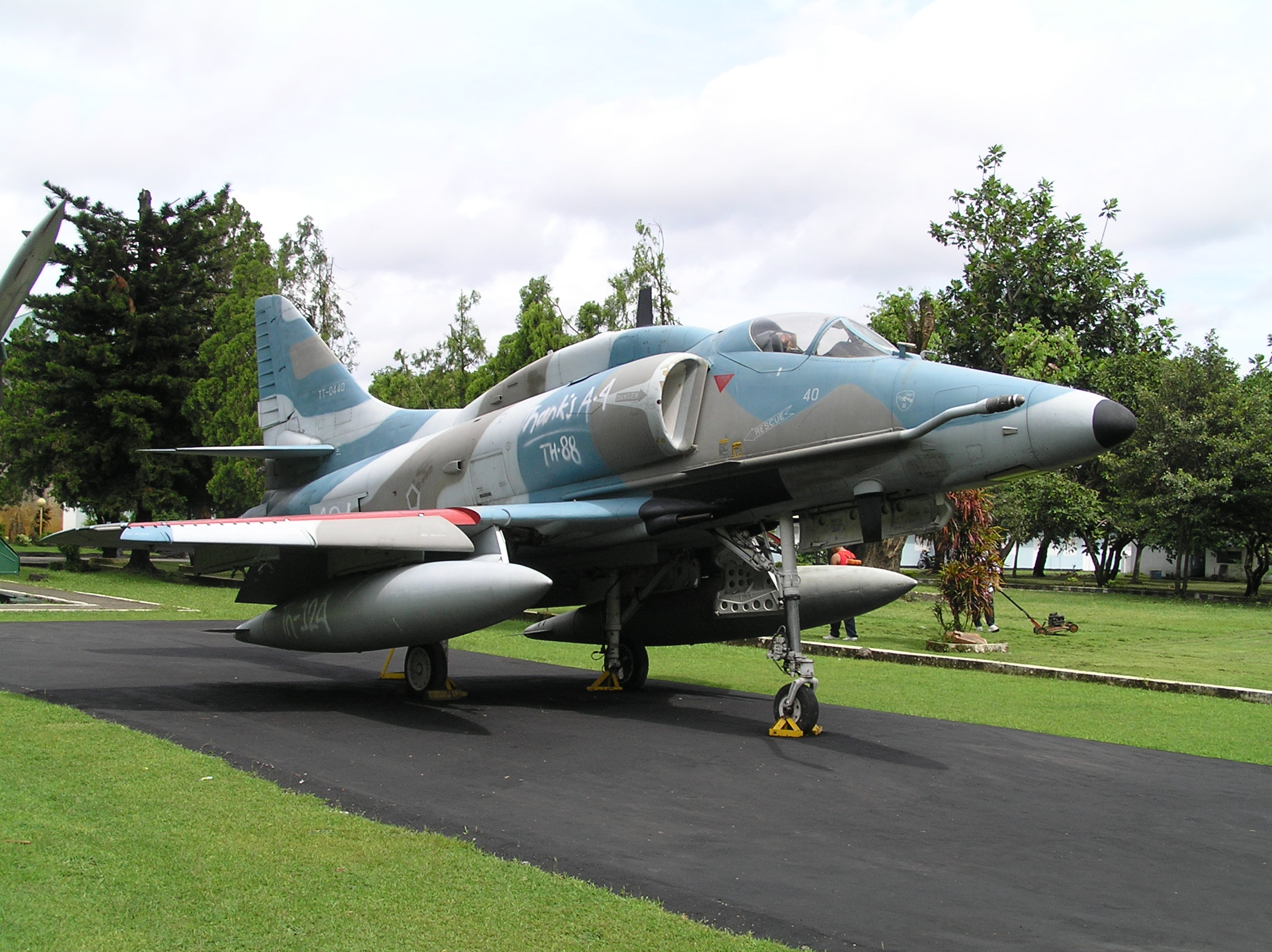
Индонезия закупила более 30 самолётов Douglas A-4 Skyhawk у Израиля в начале 1980, несмотря на отсутствие дип. отношений.

Не будучи очевидно враждебной Израилю, Индонезия больше всего ценит отсутствие проблем с радикальными исламистами у себя дома, чем установлению контактов с далёким Израилем. Прецедент был установлен президентом Сукарно, который игнорировал ранние предложения от Израиля и в итоге установил сильную про-арабскую политику как часть его антиколониального видения мира. Заметный инцидент случился с исключением Израиля и Китайской Республики (Тайвань) с Азиатских Игр 1962 года в Джакарте. Из-за давления арабских стран и КНР, правительство Индонезии отказалось выдать визы израильтянам и тайваньцам, таким образом отказав израильской делегации в участии в играх.
В 1993 году израильский премьер-министр Ицхак Рабин встретился с индонезийским президентом Сухарто в его частной резиденции в Джакарте. Этот визит, как сказала пресса, был незапланированный визит Рабина, случился во время председательства Сухарто в Движение неприсоединения и вскоре после заключения Соглашений в Осло. Это была самая первая встреча на высшем уровне между лидерами двух стран.
В 1999 году индонезийский президент Абдуррахман Вахид и министр иностранных дел Алви Шихаб высказали свои желания установить связи с Израилем, хотя бы и только на уровне экономических и торговых. В 2002 году Вахид выразил своё уважение Израилем и объяснил свою позицию своим мусульманским последователям:
Израиль верит в Бога. Если мы поддерживаем дипломатические отношения с Китаем и Россией и признаём эти государства, которые являются атеистическими, то странно, что мы не признаём Израиль. Это что-то, что нам  нужно поправить в рамках исламских понятий.
С падением Нового Порядка в Индонезии, Вахид попытался улучшить отношения с Израилем, но был удалён из офиса в августе 2001 года и тогда не было других попыток улучшить взаимные отношения.
В 2005 году индонезийской правительство заявило, что установление полных дип. связей с Израилем будет возможно только после заключения мира между Израилем и Палестиной. Израильский министр иностранных дел Сильван Шалом провёл секретное первое совещание с индонезийским коллегой Хассаном Вирайуда во время саммита ООН в Нью-Йорке в сентябре 2005 года. Однако, президент Индонезии Сусило Бамбанг Юдойоно приказал установить формальные дипломатические связи и сказал: «Любое общение между официальными лицами Индонезии и Израиля будет направлено на помощь палестинскому народу в обретении их независимости».
В июле 2006 года индонезийское правительство и некоторые группы индонезийских мусульман осудили продолжающуюся военную операцию Израиля в Газе и потребовали освобождения арестованных палестинских официальных лиц.

Во время своего визита в Сингапур в 2006 году, израильский араб дипломат Али Яхья призвал к установлению прямых связей между Израилем и Индонезией. В интервью Jakarta Post он сказал: 
Я не понимаю, почему отношения между большинством мусульман в Азии упираются в Израиль. Если это из-за палестино-израильского конфликта, то как мы можем иметь мир с Иорданией, Египтом, Марокко, но не с юго-восточной Азией?
Мы защищаем святые места в Израиле, уважаем арабский язык, собираем имамов и раввинов вместе на дискуссии. Я задаю вопрос, если мусульманские страны в Азии откроют ворота в свои страны для нас, то мы также сможем установить с ними отношения.

В Израиле так много возможностей, и при необходимости сотрудничества, мы хотели бы также сотрудничать с этими странами. Но для этого должна быть возможность говорить с этими странами напрямую, что, я надеюсь, скоро случится. 
Во время ливанской войны 2006 года, Индонезия призвала Израиль вывести свои войска из Ливана. МИД Индонезии рекомендовал национальной сборной по теннису воздержаться от участия в матчах, проводимых в Израиле, комментируя: «Мы являемся свидетелями военного вторжения Израиля и ареста официальных лиц палестинской администрации. Сейчас там невозможно выступать».
В 2008 году Jakarta Post напечатала письмо и. о. израильского министра иностранных дел Маджалли Вахаби, в котором тот просил Индонезию стать судьёй в переговорном мирном процессе по Ближнему Востоку. Аналитики предположили, что публикация письма может быть сигналом к сближению двух наций. Однако, на отношения повлияла военная операция в Газе, которая длилась с 27 декабря 2008 по 18 января 2009 года. Индонезия строго осудила действия Израиля, назвав их «агрессией» и высказав свою поддержку палестинцам.
В 2012 году у Индонезии были планы открыть посольство в Рамалле, так чтобы посол неофициально взаимодействовал и с израильскими властями, однако позже было решено отказаться от этой идеи. Причина отказа в том, что для открытия посольства в Рамалле, властям Индонезии нужно было вести переговоры с Израилем, а в отсутствие дип. отношений между двумя странами, формально это сделать невозможно.
В начале 2013 года в Индонезии была разрушена до основания последняя в стране синагога «Бейт Шалом» (Дом Мира) в городе Сурабая на острова Ява. Она была построена нидерландскими евреями в XIX веке, когда Индонезия была ещё колонией королевства. В дни, когда синагога была разрушена, она находилась на регистрации в официальных инстанциях как памятник культурного наследия. В Индонезии сегодня проживают около 20 евреев, у которых теперь нет официального места для общественной молитвы.
В 2013 году израильский министр экономики посетил Индонезию для участия в конференции ВТО на острове Бали. В июне 2013 года делегация индонезийских парламентариев, возглавляемая Tantowi Yahya посетила Израиль и встретилась со спикером Кнессета Юлием Эдельштейном.
В 2014 году официальные лица Индонезии посетили в Израиле конференцию по безопасности.
В марте 2016 года делегация индонезийских журналистов посетила Иерусалим по приглашению МИДа Израиля и встретилась с премьер-министром Нетаньягу. Глава правительства призвал Индонезию нормализовать отношения между двумя странами, однако власти Индонезии отказались это сделать, сославшись на то, что их желание добиться признания независимости Палестины не изменилось.
В июне 2018 года Израиль посетил Яхья Чолила Стакуф (также известный как Гус Яхья), генсек Верховного совета крупнейшей исламской организации Индонезии «Нахдатул Улама». Яхья выступил с лекцией во Всемирном центре наследия евреев Северной Африки в Иеруслиме, а также встретился с главой израильского правительства Нетаньяху и президентом Реувеном Ривлиным.
В конце сентября 2018 года в кулуарах Генассамблеи ООН состоялись переговоры израильского премьера Нетаньяху с вице-президентом Индонезии Юсуфом Каллой. По просьбе индонезийской стороны этот факт не афишировался в прессе, однако позже сам Калла подтвердил факт встречи и рассказал, что встреча носила рабочий характер: обсуждалось положение палестинцев на Западном берегу и секторе Газа. Через несколько недель Израиль направил первую партию гуманитарной помощи пострадавшей от сильного землетрясения Индонезии. В частности были поставлены установки для очистки воды, которые передал «Красный крест».
По сообщениям СМИ власти Индонезии платили по $ 3,5 участникам акций протеста против решения Австралии перенести своё посольство из Тель-Авива в Иерусалим.
В ноябре 2021 года израильский посол в Бахрейне Итай Тегнер в кулуарах конференции по региональной безопасности, проходившей в Манаме, встретился с министром обороны Индонезии Прабово Субианто. По оценке крупнейшего израильского новостного портала YNet это первая встреча официальных лиц двух государств на столь высоком уровне за много лет.

## Вопросы нормализации отношений
После нормализации отношений Израиля с ОАЭ, Бахрейном, Суданом и Марокко во второй половине 2020 года, СМИ по сообщению своих источников сообщали о том, что следующей страной в списке может стать Оман и Индонезия.
В декабре 2020 года Адам Болер, генеральный директор Корпорации финансирования международного развития (США), заявил в интервью Bloomberg, что Индонезия может получить от $1 до 2 млрд дополнительной финансовой помощи, если в срочном порядке признает Израиль.
В январе 2021 года СМИ подтвердили, что Мавритания и Индонезия были двумя странами, которые активно вели переговоры по установлению отношений с Израилем. Тем не менее они были прерваны из-за окончания президентского срока Дональда Трампа.
2 февраля 2023 года глава израильского МИД Эли Коэн посетил Судан и провёл переговоры с главой правительства этой страны Абделем Фаттахом аль-Бурханом, направленные в том числе на нормализацию отношений между двумя странами. По сообщениям СМИ, присоединение Судана к «Соглашениям Авраама» может стать триггером к началу переговоров о нормализации отношений Израиля с Мавританией, Индонезией и другими мусульманскими странами.
В апреле 2024 года возобновились переговоры о нормализации отношений между двумя странами на фоне желания Индонезии войти в группу стран ОЭСР. Для вступления в организацию Индонезия должна заручиться поддержкой всех её членов, в том числе и Израиля.

## Торговые отношения
В 2015 году Индонезия экспортировала в Израиль товаров на сумму более $100 млн, а импортировала из Израиля на сумму около $80 млн.
В 2016 году индонезийские инвесторы посетили в 2016 году Израильскую международную торговую конференцию в Тель-Авиве и выступали перед 600 слушателями. Также сообщается, что обе страны торгуют друг с другом уже много лет. Кроме того, обе они являются членами ВТО — по правилам этой организации одни члены не могут бойкотировать продукцию других стран-членов, поэтому ничто не может препятствовать торговле между Индонезией и Израилем. У Израиля нет торговой миссии в Джакарте, однако израильский представитель с Сингапуре посещает столицу Индонезии и решает на месте возникающие проблемы.
В 2009 году в Тель-Авиве была основана Израильско-индонезийская торговая палата. Несмотря на отсутствие дип. отношений между странами, палата консультирует бизнесменов по вопросам инвестиций и ведения бизнеса в этих странах.
Израильская компания «Moovit» стала официальным партнёром Азиатских игр в Джакарте, которые пройдут с 18 августа по 2 сентября. При этом спортсмены-израильтяне на эти игры не допускаются. Компания «Moovit», израильский старт-ап, разработала приложении для навигации с помощью общественного транспорта и будет обслуживать делегации из 44 стран и 3 миллиона болельщиков.
В июле 2019 года Израиль посетила официальная индонезийская торговая делегация. Целью делегации были встречи с руководством и членами израильской алмазной биржи, являющейся одним из мировых центров торговли алмазами и бриллиантами, а также вопросы налаживания отношений между двумя государствами.

## Спортивные соревнования
В феврале 2023 года в Индонезии проходил Кубок наций по велотреку. Израильский спортсмен Михаил Яковлев завоевал бронзовую медаль в кейрине впервые в истории в этой стране. Также впервые в истории был поднял израильский флаг и, по сообщениям СМИ, «исполнен израильский гимн».
В сентябре 2023 года впервые в истории в Израиле выступил спортсмен из Индонезии. Феликс Виктор Иберле вышел в финал в юниорском чемпионате мира по плаванию на дистанции 50 метров брассом.

## Двусторонние соглашения
В 2008 году Индонезия подписала соглашение о сотрудничестве в медицинской сфере с израильской национальной службой скорой помощи на сумму $200,000. Также было подписано соглашение с American-Israel Joint Distribution Committee о начале тренировок индонезийских парамедиков их израильскими коллегами.
В 2012 году Индонезия согласилась неформально улучшить свои отношения с Израилем и открыть консульство в Рамалле, которое бы возглавлял дипломат в статусе посла, который бы также неофициально служил послом Индонезии в контактах с Израилем. Этот дипломатических ход, который обсуждался на протяжении пяти лет, де факто означает значительную либерализацию и потепление отношение между еврейским государством и самой густонаселённой мусульманской страной мира. Индонезия формально представила эту ситуацию как открытие консульства на Западном Берегу реки Иордан, показывая свою поддержку независимости Палестине. Де факто, в то время как дипломат в ранге посла должен был быть аккредитован к Палестинской Автономии, значительная часть его работы состоит в ведении контактов с Государством Израиль. Его офис совмещает как непосредственно дипломатические обязанности, а также и консульские. После того, как Израиль отказал министру иностранных дел Индонезии во въезде в Рамаллу в 2012 году, Индонезия аннулировала соглашение и консульство в Рамалле открыто не было. Несмотря на отсутствие формальных дипломатических отношений, Израиль и Индонезия негласно поддерживают торговые отношения, отношения в сфере безопасности и другие, которые однако ухудшались, так как мирное урегулирование по ближневосточному конфликту было заморожено.

## Авиасообщение, туризм, визовые вопросы
В течение многих лет граждане Израиля могли получить визу в Индонезию для разового въезда в составе туристической группы. Для индонезийцев, туристические визы в Израиль доступны только для туристических групп, оформляемые через тур. агентства. В последние годы примерно 11-15 тыс. индонезийцев посетили Израиль в качестве паломников. Другие данные говорят о том, что Израиль ежегодно посещают около 200 000 индонезийцев.
В качестве ответной меры на действия Израиля во время столкновений на границе сектора Газа в конце мая 2018 года Индонезия в одностороннем порядке объявила о том, что запрещает туристическим группам из Израиля посещать свою территорию несмотря на то, что в отсутствие дипломатических отношений между двумя странами уже велись переговоры о разрешении индивидуальных поездок. Позже израильский МИД также объявил о симметричной мере по отношению к туристическим группам из Индонезии (Израиль посещали примерно 30 000 индонезийцев в год, их вклад в экономику Израиля оценивается в десятки млн шекелей), которое затем было отложено почти на три недели.
В год перед началом пандемии коронавируса, около 40 000 бизнесменов и туристов из Индонезии посетили Израиль.
В апреле 2024 года эмиратская авиакомпания Etihad Airways запустила стыковочные рейсы для израильтян из Тель-Аивива на индонезийский остров Бали. По состоянию на апрель 2024 года доступ израильтян в Индонезию разрешён только в составе организованных групп, организованных туристическими компаниями. Визу для посещения Индонезии выдаются во время промежуточной посадки в Сингапуре. СМИ отмечают, что запуск рейсов из Израиля в Индонезию [специально устроенных по времени с короткой промежуточной пересадкой в Абу-Даби] может быть связан «с ведущимися переговорами о нормализации между двумя странами и предполагаемым установлением дипломатических отношений в ближайшем будущем».

## Евреи в Индонезии
В Индонезии проживает всего около 100 евреев. Единственная в стране синагога «Shaar HaShamayim» (Врата Небесные) была построена в 2004 году и находится в городке Тондано, в 25 км к югу от Манадо, столицы провинции Северный Сулавеси. Евреи также проживают на островах Ява и Восточная Ява, а также в столице страны Джакарте. Большинство проживающих на сегодняшний день в Индонезии евреев являются потомками нидерландских евреев, которые приплыли в Индонезию в XVII веке с Голландской Ост-Индской компанией. Община построила синагогу в городе Сурабая в 1939 году; в 2013 году её разрушили радикальные исламисты.
В январе 2022 года в Манадо прошла выставка, посвящённая Дню памяти Холокоста. Тем не менее, многие общественные и политические деятели призвали к её закрытию, однако представители крупнейшей индонезийской исламской организации Nahdlatul Ulama, а также некоторые представители правительства страны высказались в её поддержку.
Венджамин Кентанг, индонезийский еврей, который учился в Израиле благодаря стипендии президента Вахида, вернулся на родину и основал Indonesia-Israel Public Affairs Committee (IIPAC) — индонезийско-израильский комитет общественных дел в 2002 году. В организации состоят порядка 4450 членов. Организация способствовала основанию Indonesian Business Lobby — Индонезийского бизнес-лобби, которое ратует за введение израильских инвестиций в экономику страны.